# Universidade de Bolonha
A Universidade de Bolonha (Università di Bologna, em italiano) é considerada uma das universidades mais antigas do mundo, tendo sido fundada em Bolonha, na Itália, em 1088. Constantemente é classificada entre as melhores do mundo, figurando entre as Universidades de Elite Mundial segundo indicadores como o ARWU, QS World, THE e US News. Em 2020, a Alma Mater sobe três posições e faz história ao se tornar a universidade europeia mais preparada para o futuro e 6ª no ranking mundial do Times Higher Education, que monitora o impacto das universidades na sociedade usando os parâmetros indicados pela ONU. 

## História
A sua história entrelaça-se com grandes personagens da história e da ciência. Na Idade Média, foi famosa em toda a Europa por suas escolas de Humanas e Direito Civil. Os primeiros professores que se têm registro são Pepone e Irnerio. Este último foi denominado pela história do Direito como "Lucerna Iuris" (a luz do Direito). Em 1158, o Imperador Federico I promulga uma "Constitutio Habita" (lei orgânica da universidade) que transforma praticamente a Universidade de Bolonha em uma Cidade Estado. 
Em 1364, vários teólogos começaram o ensino de Teologia. Em Bolonha passaram períodos de estudo Dante Alighieri, Francesco Petrarca, Guido Guinizzelli, Cino da Pistoia, Cecco d'Ascoli, Re Enzo, Salimbene de Parma e Coluccio Salutati. 
Também importante no avanço cientifico da epoca, diversos matematicos frequentaram a Universidade de Bolonha, entre eles destacam-se Maria Gaetana Agnesi (ver curva de Agnesi) e Laura Bassi, primeira professora universitária na Europa. 
No século XV se destacaram os ensinamentos de grego e hebraico, e no século XVI, os da "magia natural", que hoje seria a ciência experimental. O filósofo e professor Pietro Pomponazzi apoiou o estudo das leis naturais, apesar dos pontos de vista conservadores da Teologia e da Filosofia. Uma figura representativa deste período é Ulisse Aldrovandi, que estendeu a sua contribuição para o estudo da química, de fósseis de animais, e naturezas diversas que ele coletou e classificou.
No século XVI, Gaspare Tagliacozzi leva os primeiros estudos de cirurgia plástica. A idade de ouro da medicina em Bolonha coincide com os ensinamentos de Marcello Malpighi, no século XVII, que trabalha arduamente na pesquisa anatômica. 
É enorme o prestígio da Universidade de Bolonha em toda a Europa e consequentemente tornou-se um destino para pessoas famosas, como Thomas Becket, Paracelso, Raimundo de Penaforte, Albrecht Dürer, São Carlos Borromeu, Torquato Tasso, Carlo Goldoni entre outros.
Também estudou em Bolonha Pico della Mirandola e Leon Battista Alberti, no curso de Direito Canônico (Direito da Igreja Católica). Nicolau Copérnico estudou Direito Pontifício, e ali iniciou suas observações astronômicas. 
Com a Revolução Industrial no século XVIII, a Universidade promove o desenvolvimento da ciência e da tecnologia. A este período pertencem os grandes Luigi Galvani que, juntamente com Alessandro Volta, Benjamin Franklin e Henry Cavendish, são os fundadores da ciência moderna. 
O período após o nascimento da Itália como estado unitário é para a Universidade de Bolonha um tempo de grande avivamento, em que se destacam as figuras de Giovanni Cappellini, Giosuè Carducci, Giovanni Pascoli, Augusto Righi, Federico Enriquez, Giacomo Ciamician e Augusto Murri. 
Em 1888 comemorou-se o oitavo centenário da Universidade, que reuniu representantes de todas as universidades do mundo, para honrar a Mater Universitas. A cerimônia foi uma celebração grandiosa, as universidades reconheceram suas raízes e as sua contribuição a toda a Humanidade. 
Em 1999, a universidade faz história por ser palco da Declaração de Bolonha, marcando uma mudança em relação às políticas ligadas ao ensino superior dos países envolvidos e  estabeleceu em comum um Espaço Europeu de Ensino Superior a partir do comprometimento dos países signatários em promover reformas dos seus sistemas de ensino. A declaração reconhece a importância da educação para o desenvolvimento sustentável de sociedades tolerantes e democráticas. Embora a Declaração de Bolonha não seja um tratado, os governos dos países signatários comprometeram-se a reorganizar os sistemas de ensino superior dos seus países de acordo com os princípios dela constantes.
Chamada oficialmente Alma mater studiorum, a universidade de Bolonha é uma instituição que hoje oferece cursos de Artes, Direito, Medicina, Farmácia, Matemática, Engenharia, Agronomia, Medicina Veterinária, Arquitetura, Física e Pedagogia.
O semiólogo e escritor italiano Umberto Eco era o titular da cadeira de Semiótica nessa universidade. O ex-primeiro-ministro da Itália, Romano Prodi, é professor do departamento de Economia.